# KNVB Beker 1987/88
Het seizoen 1987/88 van de KNVB Beker was de 70ste editie van de Nederlandse voetbalcompetitie met als inzet de KNVB Beker en een plek in de Europa Cup II. Het toernooi werd gewonnen door PSV dat Roda JC versloeg in de finale. Het was de vierde keer dat de club de beker in ontvangst nam.

## Verloop
Aan het toernooi werd deelgenomen door alle 37 verenigingen uit de Eredivisie en Eerste-divisie. Voorts deden er 26 amateurteams mee en één reserve-elftal (Jong Ajax). Het toernooi bestond uit zes knock-outronden.
De beker viel voor het winnende PSV precies tussen het gewonnen landskampioenschap en de Europa Cup I in. De drie kampioenschappen betekenden dat PSV de treble won, iets wat Ajax als eerste Nederlandse club in 1972 al eens gelukt was. In de finale scoorde PSV-rechtsback Eric Gerets tweemaal, een unicum in zijn voetbalcarrière. Voor Roda JC was het de tweede bekerfinale die ze ooit speelden, in seizoen 1975/76 verloren ze eveneens na verlenging van PSV. Doordat PSV al landskampioen was, kreeg Roda het recht om in de Europacup II 1988/89 uit te komen.
PSV had in de halve finale het nodige geluk om RKC uit te schakelen. RKC was kampioen van de eerste divisie en kwam tot tweemaal toe op voorsprong, maar uiteindelijk wist PSV die halve finalewedstrijd met 3-2 te winnen. In de andere halve finale was Roda te sterk voor VVV. In het toernooi baarde Ajax 2 opzien. Het team met talenten Bryan Roy, Richard Witschge en Dennis Bergkamp versloeg achtereenvolgens Sparta Rotterdam, FC Groningen en FC Volendam, alvorens het in de kwartfinale door RKC werd uitgeschakeld. Het kwam daarmee verder dan Ajax 1, dat in de tweede ronde door FC Den Bosch '67 was uitgeschakeld. Formeel door een leemte in het voetbalreglement nam de selectie van Ajax 1 het in de kwartfinale over van Ajax 2.

## Eerste ronde
| Datum             | Wedstrijd                          | Uitslag       | Scoreverloop |
| ----------------- | ---------------------------------- | ------------- | --- |
| 19 september 1987 | Germania – FC Haarlem              | 1 – 2 (0 – 0) | 59' Tonny Heijmans (pen) 1-0, 64' Gert-Jan Luesken 1-1, 89' Raymond Atteveld 1-2 |
| 20 september 1987 | DWV – AZ                           | 1 – 0 (0 – 0) | 60' Jan Haze 1-0 |
| 7 oktober 1987    | Spakenburg – MVV                   | 0 – 1 n.v.    | 107' Alfons Arts (pen) 0-1 |
| 9 oktober 1987    | Telstar – FC Volendam              | 0 – 2 (0 – 1) | 18' Wim Jonk 0-1, 63' Gert-Jan Duif 0-2 |
| 10 oktober 1987   | ACV – De Graafschap                | 1 – 3 (1 – 2) | 12' John Leeuwerik 0-1, 30' Roel van Dijk 1-1, 36' Werner Derksen 1-2, 52' John Leeuwerik 1-3                                                                                         |
| 10 oktober 1987   | DOSK – Go Ahead Eagles             | 2 – 1 (0 – 0) | 50' Jan Okke Koers 1-0, 54' Ron Mulder 2-0, 73' Eric Groeleken 2-1 |
| 10 oktober 1987   | DOVO – FC Twente                   | 0 – 7 (0 – 2) | 25' Wim Balm 0-1, 28' Marco Roelofsen 0-2, 49' Dennis Brilhuis 0-3, 65' Martin Koopman (pen) 0-4, 79' Andy Scharmin 0-5, 84' Evert Bleuming 0-6, 90' Fred Rutten 0-7                  |
| 10 oktober 1987   | Drachtster Boys – DS '79           | 0 – 5 (0 – 4) | 18' Leen van der Weel 0-1, 20' Theo Kulsdom 0-2, 21' Marco Boogers 0-3, 24' Jaap van der Wiel 0-4, 73' Hans Stout 0-5                                                                 |
| 10 oktober 1987   | EDO – VVV                          | 1 – 4 (0 – 2) | 13' Jos Luhukay 0-1, 18' Frank Berghuis 0-2, 50' John Lammers 0-3, 78' Rob van Berkel 1-3, 81' Jos Luhukay 1-4                                                                        |
| 10 oktober 1987   | SC Genemuiden – RBC                | 0 – 1 (0 – 1) | 28' Albert Jurgens 0-1 |
| 10 oktober 1987   | Heerjansdam – FC Groningen         | 0 – 2 (0 – 1) | 25' Foeke Booy 0-1, 54' Jurrie Koolhof 0-2 |
| 10 oktober 1987   | Helmond Sport – Excelsior          | 0 – 1 (0 – 0) | 53' Steve Wasiman (pen) 0-1 |
| 10 oktober 1987   | SC Heracles '74 – sc Heerenveen    | 2 – 0 (1 – 0) | 19' Vernon Allat 1-0, 84' Ruud Schepers 2-0 |
| 10 oktober 1987   | NSVV – RKC                         | 1 – 2 (1 – 0) | 12' Jaap den Haan 1-0, 53' Norbert Rebsch 1-1, 90' Ad van de Wiel 1-2 |
| 10 oktober 1987   | Quick Boys – Ajax                  | 0 – 7 (0 – 4) | 16' John Bosman 0-1, 20' Ronald Spelbos (pen) 0-2, 33' Henny Meijer 0-3, 45' John Bosman 0-4, 68' Ronald Spelbos 0-5, 83' Jan Sørensen 0-6, 87' John Bosman (pen) 0-7                 |
| 10 oktober 1987   | Rijnsburgse Boys – Fortuna Sittard | 1 – 7 (0 – 2) | 28' Sigi Lens 0-1, 42' Willy Boessen 0-2, 46' Anton Janssen 0-3, 48' Willy Boessen 0-4, 63' Roger Reijners 0-5, 68' Anton Janssen 0-6, 78' Roger Reijners 0-7, 81' Huug Aandewiel 1-7 |
| 10 oktober 1987   | Serooskerke – N.E.C.               | 2 – 3 (0 – 2) | 25' Willy Carbo 0-1, 41' Willy Carbo 0-2, 48' Bert Riemens 1-2, 70' Willy Carbo 1-3, 87' Hans Adriaanse 2-3                                                                           |
| 10 oktober 1987   | De Treffers – PSV                  | 0 – 6 (0 – 4) | 5' Hans Gillhaus 0-1, 15' Ronald Koeman (pen) 0-2, 32' Gerald Vanenburg 0-3, 43' Søren Lerby 0-4, 58' Wim Kieft 0-5, 90' Ronald Koeman (pen) 0-6                                      |
| 10 oktober 1987   | VVOG – Eindhoven                   | 1 – 2 (1 – 1) | 8' Evert-Jan Jansen 1-0, 18' Roland Vroomans 1-1, 73' Patrick Marteau 1-2 |
| 10 oktober 1987   | IJsselmeervogels – Willem II       | 0 – 5 (0 – 1) | 28' Hans Werdekker 0-1, 46' Bud Brocken 0-2, 54' René Wolffs 0-3, 72' Kevin Maddock 0-4, 84' Kevin Maddock 0-5                                                                        |
| 11 oktober 1987   | Achilles '29 – PEC Zwolle '82      | 1 – 4 (0 – 2) | 13' Peter van der Waart 0-1, 32' Alex Kamstra 0-2, 63' Theo ten Westeneind 1-2, 73' Alex Kamstra 1-3, 83' Peter van der Waart (pen) 1-4                                               |
| 11 oktober 1987   | Ajax 2 – Sparta Rotterdam          | 2 – 1 (2 – 0) | 4' Bryan Roy 1-0, 42' Bryan Roy 2-0, 64' Juul Ellerman 2-1 |
| 11 oktober 1987   | Emmen – Feyenoord                  | 1 – 3 (1 – 1) | 4' André Hoekstra 0-1, 28' Erwin Haandrikman 1-1, 77' Peter Barendse 1-2, 78' David Mitchell 1-3                                                                                      |
| 11 oktober 1987   | Geldrop – SC Veendam               | 0 – 1 (0 – 0) | 75' Marcel van Buuren 0-1 |
| 11 oktober 1987   | RCH – SVV                          | 2 – 4 (1 – 2) | 29' Ben van Leeuwen 1-0, 30' Patrick Dumee 1-1, 37' Roy van Duppen 1-2, 73' Jan Könemann 1-3, 85' Dennis van Bekkum 2-3, 90' Jan Könemann 2-4                                         |
| 11 oktober 1987   | Rheden – Roda JC                   | 0 – 3 (0 – 0) | 55' Huub Smeets 0-1, 63' Ernie Brandts 0-2, 72' Huub Smeets 0-3 |
| 11 oktober 1987   | Rohda Raalte – SC Cambuur          | 1 – 2 (0 – 2) | 2' Ben Haverkort 0-1, 35' Ben Haverkort 0-2, 47' Tom Achtereekte 1-2 |
| 11 oktober 1987   | TOP – FC Utrecht                   | 3 – 0 (1 – 0) | 45' Wim Cooyman 1-0, 47' Ruud van Wel 2-0, 85' Herman Verrips (e.d.) 3-0 |
| 11 oktober 1987   | Venray – Vitesse                   | 3 – 0 (2 – 0) | 11' Theo Philipsen 1-0, 26' Peter Philipsen 2-0, 47' Jack Lenssen (pen) 3-0 |
| 11 oktober 1987   | FC Wageningen – NAC                | 3 – 1 (1 – 0) | 5' Gustav Loupatty 1-0, 53' René van den Brink (pen) 2-0, 65' Hubert Baardemans 2-1, 90' Bert van de Pol 3-1                                                                          |
| 11 oktober 1987   | Wilhelmina '08 – FC Den Bosch '67  | 1 – 5 (0 – 4) | 9' Cees van der Linden 0-1, 36' Henk Grim 0-2, 40' Michel Beukers 0-3, 45' Ruud Brood 0-4, 80' Leon Wassenberg 1-4, 82' Michel Beukers 1-5                                            |
| 13 oktober 1987   | Valleivogels – FC Den Haag         | 1 – 5 (1 – 2) | 3' Heini Otto 0-1, 17' Remco Boere 0-2, 18' Harrie Valkenburg 1-2, 50' Frans Danen (pen) 1-3, 63' John van den Hoogenband 1-4, 77' Remco Boere 1-5                                    |

## Tweede ronde
| Datum            | Wedstrijd                    | Uitslag                    | Scoreverloop |
| ---------------- | ---------------------------- | -------------------------- | --- |
| 14 november 1987 | Ajax 2 – FC Groningen        | 3 – 1 (1 – 0)              | 46' Jan Sørensen 1-0, 49' Ronald de Boer 2-0, 60' Hans Reussing 2-1, 71' Ronald de Boer 3-1                                                                                  |
| 14 november 1987 | DOSK – N.E.C.                | 1 – 3 (1 – 1)              | 9' Jan Mulder 1-0, 18' Frans Janssen 1-1, 52' Evert Radstaat 1-2, 70' Arno Arts 1-3                                                                                          |
| 14 november 1987 | MVV – PSV                    | 1 – 3 (0 – 0)              | 55' Hans Vincent 1-0, 60' Wim Kieft 1-1, 66' Eric Viscaal 1-2, 70' Hallvar Thoresen 1-3                                                                                      |
| 14 november 1987 | VVV – FC Haarlem             | 2 – 2 n.v. (2 – 2) (0 – 0) | 53' John Lammers 1-0, 66' Rini van Roon 1-1, 74' Cees Baas 1-2, 88' Stan Valckx 2-2 VVV wint na strafschoppen                                                                |
| 14 november 1987 | Willem II – FC Twente        | 4 – 2 n.v. (2 – 2) (2 – 1) | 13' Hans Werdekker 1-0, 17' Kevin Maddock 2-0, 25' Pieter Huistra 2-1, 72' Marco Roelofsen 2-2, 110' Kevin Maddock 3-2, 111' Mark Farrington 4-2                             |
| 15 november 1987 | FC Den Bosch '67 – Ajax      | 1 – 0 (0 – 0)              | 86' Ruud Brood 1-0 |
| 15 november 1987 | FC Den Haag – PEC Zwolle '82 | 2 – 0 (1 – 0)              | 13' Remco Boere 1-0, 72' Frans Danen 2-0 |
| 15 november 1987 | DWV – Fortuna Sittard        | 0 – 3 (0 – 1)              | 44' Arnold Griffith 0-1, 57' Sigi Lens 0-2, 61' Arnold Griffith 0-3 |
| 15 november 1987 | Excelsior – SC Heracles '74  | 5 – 0 (2 – 0)              | 21' Bart Latuheru 1-0, 28' Ton van Bremen 2-0, 55' Bart Latuheru 3-0, 68' André Wasiman 4-0, 87' André Wasiman 5-0                                                           |
| 15 november 1987 | RBC – SC Cambuur             | 2 – 1 n.v. (1 – 1) (1 – 0) | 22' Jan Leendertse 1-0, 64' Ray Richardson 1-1, 101' Mario Molenaar 2-1 |
| 15 november 1987 | RKC – SC Veendam             | 2 – 1 (1 – 0)              | 3' Ad van de Wiel 1-0, 51' Jan-Jaap Kooistra 1-1, 77' Stanley Brard 2-1 |
| 15 november 1987 | Roda JC – Eindhoven          | 2 – 0 (1 – 0)              | 38' Pierre Blättler 1-0, 46' Martin van Geel 2-0 |
| 15 november 1987 | SVV – De Graafschap          | 4 – 3 n.v. (3 – 3) (1 – 1) | 4' Henk Salari 1-0, 34' John Willems 1-1, 46' John Leeuwerik 1-2, 48' Ard Oosterlee 2-2, 53' Marcel Elberse 2-3, 83' Jan Lecker 3-3, 91' Glenn Sonneville 4-3                |
| 15 november 1987 | Venray – DS '79              | 0 – 1 n.v. (0 – 0)         | 113' Gerrie Slagboom 0-1, |
| 15 november 1987 | FC Wageningen – FC Volendam  | 3 – 3 n.v. (2 – 2) (0 – 0) | 52' Gilbert Schrijner (e.d.) 0-1, 78' Jack Tol 0-2, 80' Arne Koeman 1-2, 82' Cees Lok 2-2, 99' Jan Oosterhuis 3-2, 100' Wim Jonk (pen) 3-3 FC Volendam wint na strafschoppen |
| 29 november 1987 | TOP – Feyenoord              | 0 – 2 (0 – 2)              | 27' Lars Elstrup 0-1, 40' David Mitchell 0-2 |

## Derde ronde
| Datum            | Wedstrijd                 | Uitslag                    | Scoreverloop |
| ---------------- | ------------------------- | -------------------------- | --- |
| 10 februari 1988 | Roda JC – Fortuna Sittard | 2 – 0 (1 – 0)              | 44' Roger Raeven 1-0, 88' Roger Raeven 2-0 |
| 12 februari 1988 | Excelsior – RKC           | 0 – 6 (0 – 2)              | 14' Marcel Brands 0-1, 27' Cees Schapendonk 0-2, 54' Leon Hutten 0-3, 78' Cees Schapendonk 0-4, 81' Ad van de Wiel 0-5, 86' Ad van de Wiel 0-6 |
| 14 februari 1988 | FC Den Haag – Feyenoord   | 0 – 4 (0 – 1)              | 5' Mario Been 0-1, 50' David Mitchell 0-2, 72' Ed Roos 0-3, 81' Regi Blinker 0-4                                                               |
| 14 februari 1988 | SVV – RBC                 | 1 – 2 n.v. (1 – 1) (0 – 1) | 33' Wim van der Steene 0-1, 46' Glenn Sonneville 1-1, 120' Gerrie Voets (pen) 1-2                                                              |
| 14 februari 1988 | FC Volendam – Ajax 2      | 2 – 3 (0 – 2)              | 30' Dennis Bergkamp 0-1, 45' Henny Meijer 0-2, 58' Dennis Bergkamp 0-3, 83' Joop Böckling (pen) 1-3, 84' Johan Steur 2-3                       |
| 22 maart 1988    | VVV – DS '79              | 2 – 0 (0 – 0)              | 73' Stan Valckx 1-0, 86' René Eijer 2-0 |
| 30 maart 1988    | FC Den Bosch '67 – PSV    | 0 – 1 n.v.                 | 100' Wim Kieft 0-1 |
| 30 maart 1988    | N.E.C. – Willem II        | 0 – 2 (0 – 0)              | 55' Hans Werdekker 0-1, 84' Mark Farrington 0-2                                                                                                |

## Kwartfinales
| Datum         | Wedstrijd           | Uitslag                    | Scoreverloop                                                                                   |
| ------------- | ------------------- | -------------------------- | ---------------------------------------------------------------------------------------------- |
| 13 april 1988 | PSV – RBC           | 2 – 0 (2 – 0)              | 13' Eric Viscaal 1-0, 15' Ronald Koeman 2-0                                                    |
| 13 april 1988 | RKC – Ajax 2        | 2 – 1 (2 – 0)              | 15' Stanley Brard 1-0, 31' Marcel Brands 2-0, 69' Peter Larsson 2-1                            |
| 13 april 1988 | VVV – Feyenoord     | 2 – 1 (1 – 0)              | 37' Raymond Libregts 1-0, 59' Jos Luhukay 2-0, 69' Jos van Herpen 2-1                          |
| 13 april 1988 | Willem II – Roda JC | 1 – 3 n.v. (1 – 1) (0 – 0) | 64' Roger Raeven 0-1, 65' Bud Brocken 1-1, 107' Michel Boerebach 1-2, 117' Martin van Geel 1-3 |

## Halve finales
| Datum         | Wedstrijd     | Uitslag                    | Scoreverloop |
| ------------- | ------------- | -------------------------- | --- |
| 26 april 1988 | RKC – PSV     | 2 – 3 (2 – 1)              | 18' Cees Schapendonk 1-0, 28' Ad van de Wiel 2-0, 34' Hans Gillhaus 2-1, 59' Søren Lerby 2-2, 69' Ronald Koeman 2-3 |
| 26 april 1988 | Roda JC – VVV | 3 – 1 n.v. (1 – 1) (0 – 1) | 19' Remy Reijnierse (pen) 0-1, 54' Michel Boerebach 1-1, 108' Raymond Smeets 2-1, 120' Manuel Sánchez Torres 3-1    |

## Finale
|                                         |                                      |                                    |                                    |                                                                              |
| 12 mei 1988 18:30 uur Finale KNVB Beker | PSV                                  | 3 – 2 (1 – 1, 2 – 2) Na verlenging | Roda JC                            | Willem II Stadion, Tilburg Toeschouwers: 8.500 Scheidsrechter: Chris Verhoef |
| 12 mei 1988 18:30 uur Finale KNVB Beker | Eric Gerets 52', 85' Søren Lerby 92' |                                    | 22' Huub Smeets 64' Raymond Smeets | Willem II Stadion, Tilburg Toeschouwers: 8.500 Scheidsrechter: Chris Verhoef |

| PSV | Roda JC |

| PSV:          |                    |     |
|               |                    |     |
| DM            | Hans van Breukelen |     |
| RB            | Eric Gerets        |     |
| CB            | Ivan Nielsen       |     |
| CB            | Ronald Koeman 67'  |     |
| LB            | Jan Heintze        |     |
| CM            | Berry van Aerle    |     |
| CM            | Edward Linskens    | 70' |
| CM            | Søren Lerby        |     |
| RV            | Gerald Vanenburg   |     |
| SP            | Wim Kieft          |     |
| LV            | Hans Gillhaus      |     |
| Wisselspeler: |                    |     |
| MV            | Eric Viscaal       | 70' |
| Trainer:      |                    |     |
| Guus Hiddink  |                    |     |

| Roda JC:       |                       |      |
|                |                       |      |
| DM             | Jan Nederburgh        |      |
| RB             | Gène Hanssen 67'      |      |
| CB             | Michel Boerebach      |      |
| CB             | Ernie Brandts         |      |
| LB             | Wilbert Suvrijn       |      |
| CM             | Pierre Blättler       |      |
| CM             | Martin van Geel       |      |
| CM             | Alfons Groenendijk    |      |
| RV             | Manuel Sánchez Torres |      |
| SP             | Huub Smeets           | 105' |
| LV             | Raymond Smeets        | 79'  |
| Wisselspelers: |                       |      |
| AV             | Roger Raeven          | 79'  |
| VD             | René Trost            | 105' |
| Trainer:       |                       |      |
| Rob Jacobs     |                       |      |

| KNVB Beker 1987/88 |
| ------------------ |
| PSV Vierde titel   |